# Андроников монастырь
Андро́ников монасты́рь (Спасо-Андроников, Андроников Нерукотворного Спаса) — комплекс зданий в Москве на левом берегу реки Яузы, в Таганском районе города у Андроньевской площади.
До 1918 года - действующий мужской монастырь.
Спасский собор монастыря — древнейший из сохранившихся московских храмов (более ранняя церковь Рождества Богородицы в Московском Кремле уцелела лишь до уровня хоров).

## История

### Средние века
Монастырь был основан в 1357 году митрополитом Киевским Алексием как митрополичий, назван по имени первого игумена — Андроника, ученика Сергия Радонежского. 
Согласно агиографическим сведениям, в 1354 году митрополит Киевский и всея Руси Алексий по пути в Константинополь попал в шторм. Святитель дал обет построить в Москве собор в честь того святого или праздника, в день которого он благополучно достигнет бухты Золотой Рог. День пришёлся на празднование Спасу Нерукотворному.
По версии Олега Ульянова, в 1356 году Алексий, будучи повторно в Константинополе, привёз в Москву икону Спаса Нерукотворного Образа (первая половина XIV века), которая была при освящении Спасского собора обители 16 августа 1357 года и стала особо почитаемой святыней Андроникова монастыря, поэтому датировка основания Андроникова монастыря митрополитом Алексием в Заяузье на великокняжеской земле приходится на 1357 год.
Один из притоков Яузы был назван Золотым Рожком в память о константинопольской бухте, где митрополита застала стихия; позднее одна из близлежащих московских улиц стала называться Золоторожским валом.
Игуменом монастыря стал один из любимых учеников преподобного Сергия Радонежского — Андрони́к († 1373; память — 13 июня). В монастыре долгое время сохранялся колодец, считавшийся святым и, по легенде, ископанный им. На территории Андроникова монастыря находилась одна из древнейших в Москве скудельниц (братское захоронение).
По версии Георгия Вагнера и Олега Ульянова, после пожара 1368 года, в котором сгорел первоначальный деревянный собор Андроникова монастыря, был построен из плинфы каменный Спасский собор, от которого сохранились белокаменные рельефы с фрагментами зооморфных и растительных композиций, архаичных по стилистике и исполнению. В 1420—1427 годах Спасский собор был вновь перестроен, и белокаменный храм того времени сохранился до наших дней.
Николай Воронин полагал, что сохранившийся храм, который учёный датировал 1425—1427 годами, был первым каменным храмом монастыря. Сергей Заграевский следует позиции Воронина и доказывает, что гипотетического плинфяного храма, предшествующего существующему, не существовало.
В интерьере Спасского собора уцелели фрагменты фресок, выполненных около 1428 года Андреем Рублёвым, который был иноком Андроникова монастыря. Существует версия, что Андрей Рублёв скончался 17 октября (30 октября по н. ст.) 1428 года во время морового поветрия и был похоронен в монастыре (точное местонахождение могилы неизвестно).
В 1439 году в монастыре учреждена архимандрия. За стенами монастыря во второй половине XIV века сложилась монастырская слободка, где с 1475 года было налажено изготовление кирпича (в связи со строительством Кремля).
При архимандрите Митрофане, духовнике Ивана III, в Андрониковом монастыре построена одностолпная трапезная (третья по величине после Грановитой палаты и трапезной Иосифо-Волоцкого монастыря).
В XIV—XVII веках Андроников монастырь — один из центров переписки книг; рукописное собрание монастыря включало значительную часть сочинений Максима Грека.

### В XVI — начале XX веков

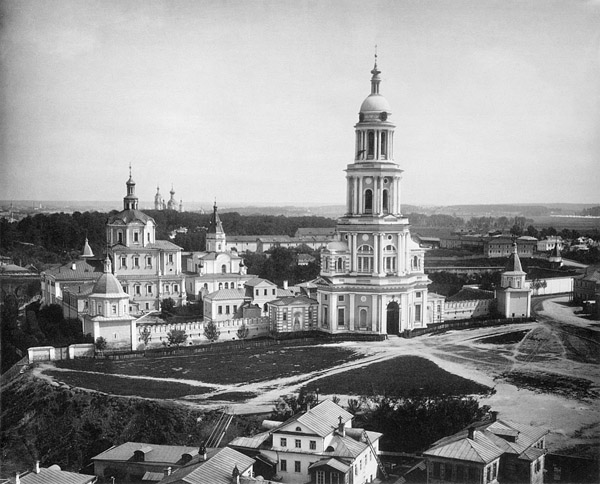
Вид монастыря в 1883 году. Фотография Николая Найдёнова

Монастырь неоднократно подвергался разорениям (1571, 1611).
В августе 1653 года в монастыре содержался под стражей протопоп Аввакум.
По желанию царицы Евдокии Лопухиной в 1691 году над трапезной монастыря надстроили храм, в третьем ярусе которого учредили церковь святого Алексея-митрополита. В среднем ярусе устроили церковь Михаила Архангела с приделом святых апостолов Петра и Павла, который был упразднён в 1819 году (затем на его месте освятили придел в честь иконы Усекновения главы Иоанна Предтечи). Был также устроен ещё один придел — во имя святого Александра Команского. На нижнем ярусе была сделана фамильная усыпальница Лопухиных с церковью иконы Знамения Божией Матери.
В 1690 году около Святых ворот монастыря поставили настоятельский корпус; позже отстроили братские корпуса.
В 1747—1756 годах стены монастыря были отстроены в камне. По проекту архитектора Родиона Казакова на месте старой колокольни, над Святыми воротами, воздвигли новую высотой 73 м (по высоте уступала только колокольне Ивана Великого). В нижнем ярусе на средства купца С. П. Васильева была устроена церковь во имя святого Симеона Богоприимца.
Во время пожара 1748 года сильно пострадали библиотека и архив монастыря.
В ходе секуляризации 1764 года монастырь был лишён вотчин и отнесен ко 2-му классу с назначением определённого жалованья.
В XVIII веке стенопись Спасского собора была почти полностью счищена; с тех пор собор не расписывался. Во время реставрации 1763—1779 годов к собору пристроили крытую паперть.
В 1812 году монастырь был разорён французами. Пожар уничтожил архив монастыря. Сгорел иконостас и обрушились барабан и глава Спасского собора.
В 1846—1850 годах собор был значительно переделан по проекту Петра Герасимова: с юга к собору был пристроен придел Успения Божией Матери, с севера — святого Андроника. Закомары и кокошники убрали под четырёхскатную крышу, а над ним подняли восьмигранный барабан с шатровой крышей.
В XIX веке при Андрониковом монастыре действовали духовное училище и библиотека. К 1917 году в монастыре находились 17 монахов и один послушник.

### После революции
Монастырь был закрыт большевистским правительством в 1918 году. На его территории, как и на территории бывших Ивановского и Новоспасского  монастырей, располагался до 1922 года один из первых концентрационных лагерей ВЧК для офицеров и политических противников новой власти; в лагере проводились массовые расстрелы. В 1922—1928 годах в монастыре располагалась колония для беспризорников. В 1928 году территория была передана в ведение рабочего коллектива завода «Серп и Молот», в монастырских зданиях, в том числе и в храмах, устроили 200 комнат для рабочих. В 1930—1940-х годах там располагались также учреждения наркомата обороны.
В 1929—1932 годах уничтожена колокольня монастыря, вторая по высоте в Москве после Колокольни Ивана Великого, 13 сентября 1927 года — некрополь Андроникова монастыря, где были похоронены Андрей Рублёв, воины, погибшие во время Северной войны 1700—1721 годов и Отечественной войны 1812 года, основатель русского театра Фёдор Волков, меценат Павел Демидов, представители многих дворянских родов: Лопухины, Толстые, Барятинские, Волконские, Аладьины, Щербатовы.
Заслуга в сохранении ветшавшего памятника и превращении его в музей принадлежит Петру Барановскому и Г. Ф. Сенатову, большую роль в выявлении первоначальных форм собора сыграли работы Петра Максимова и Бориса Огнева.

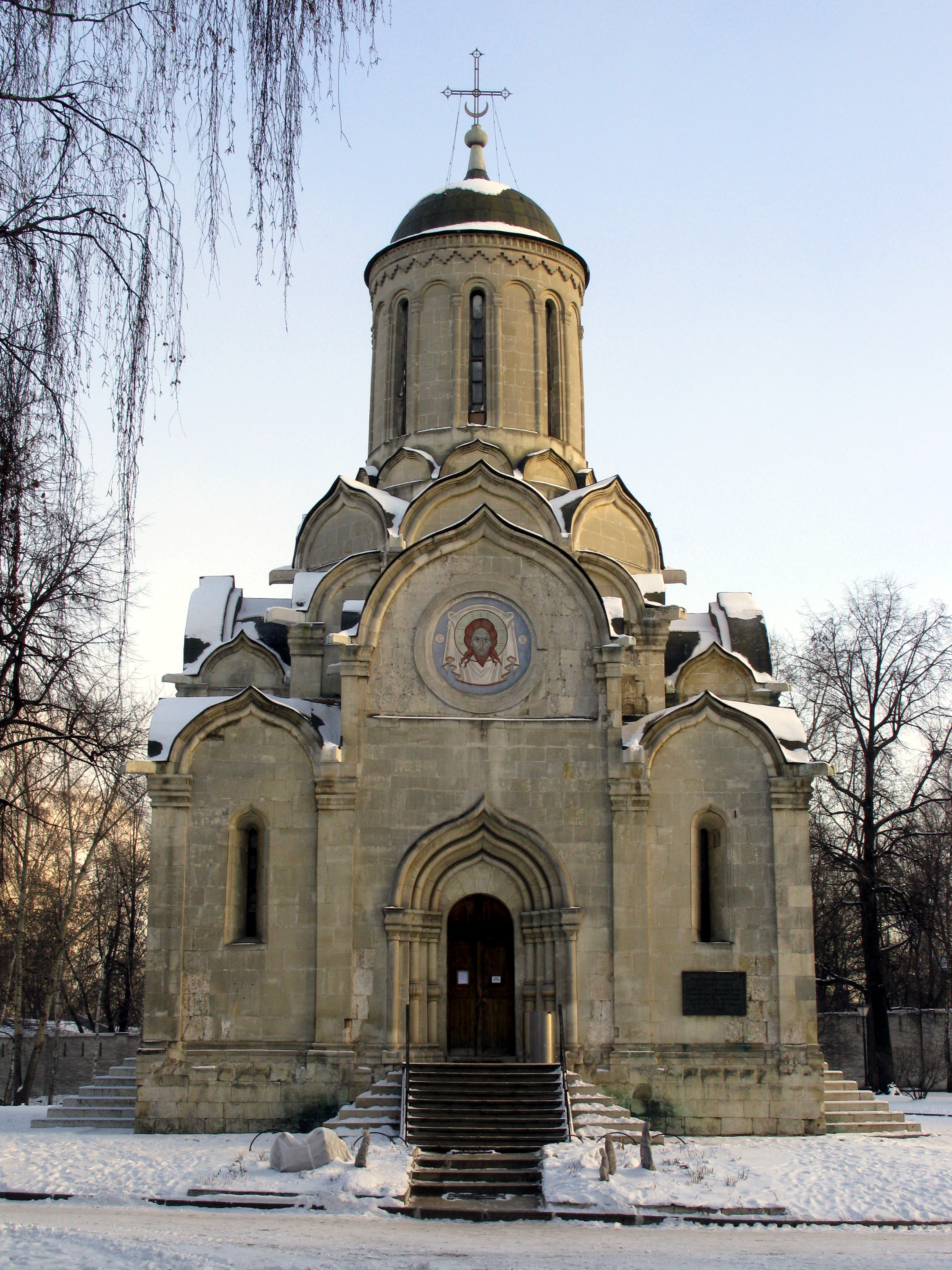
Спасский собор

Исследованиями Барановского и Максимова было впервые установлено, что после многочисленных переделок сохранился белокаменный Спасский собор Андроникова монастыря XV века.
Возрождение архитектурного комплекса началось после войны, когда выяснилось, что собор монастыря — самое древнее сохранившееся здание Москвы (церковь Рождества Богородицы (Воскрешения Лазаря) в Кремле уцелела лишь до уровня хор). В 1947 году (в год 800-летия Москвы) инициативная группа во главе с академиком Игорем Грабарём обратилась к правительству с просьбой о создании на территории монастыря Музея древнерусской живописи. 10 декабря 1947 года председатель Совета министров СССР Иосиф Сталин подписал постановление № 3974 о создании в Андрониковом монастыре историко-архитектурного заповедника имени Андрея Рублёва. Но в «хрущёвскую оттепель» работы по созданию музея-заповедника были заморожены, что вынудило авторитетных специалистов по древнерусской культуре Михаила Алпатова, Николая Воронина, Варвару Адрианову-Перетц, Дмитрия Лихачёва выступить с открытым письмом в газете «Правда» (№ 300, 26.10.1956).
В 1959—1960 годах произведена реставрация первоначальных форм Спасского собора, в том числе вызывающее споры восстановление формы утраченной главы и кокошников.
После повторного письма академиков Алпатова и Сергея Герасимова Никита Хрущёв был вынужден разрешить официальное открытие Музея Андрея Рублёва в 1960 году, который был объявлен ЮНЕСКО «годом русского иконописца Андрея Рублёва» в связи с 600-летием со дня его рождения. С 1985 года музей носит современное название — Центральный музей древнерусской культуры и искусства имени Андрея Рублёва (ЦМиАР). В собрании музея находятся произведения иконописцев круга Дионисия и Андрея Рублёва и другие шедевры, в числе которых икона «Спас Вседержитель» первой половины XIII века.
В 1989 году Спасский собор был освящён, возобновлены богослужения. Позже вместо снесённой колокольни на территории упразднённого монастыря сооружена небольшая деревянная звонница.
В 1993 году под престолом Спасского собора обнаружено неизвестное захоронение, которое пока не идентифицировано. По утверждению Сергея Никитина, два из них с высокой долей вероятности принадлежат преподобным Андрею Рублёву и Даниилу Чёрному.

### В XXI веке
В настоящее время в бывшем монастыре действует Патриаршее подворье.
Музей продолжает занимать монастырь, что вызывает непрекращающиеся попытки РПЦ вернуть себе комплекс.
В феврале 2013 года Генеральная прокуратура РФ внесла в Министерство культуры следующее представление:

Объекты и земельный участок ФГБУК «Центральный музей древнерусской культуры и искусства имени Андрея Рублёва» неправомерно используются коммерческой структурой, руководителем которой является сын директора музея. На территории объекта культурного наследия федерального значения «Ансамбль Андроникова монастыря» самовольно возведено здание ресторана. В церкви Архангела Михаила (XVII века постройки) проводятся бизнес-встречи и конференции.
В январе 2019 года Русская православная церковь обратилась к Росимуществу с просьбой передать РПЦ для использования согласно её уставу объекты по адресу Андроньевская площадь, 10 и 11: сохранившиеся части стен и башен, здание бывшего духовного училища, настоятельские палаты, Спасский собор, братский корпус, трапезную палату, церковь Михаила Архангела и усыпальницу бояр Лопухиных. Все эти здания ранее принадлежали Андроникову монастырю. Директор Музея древнерусской культуры Михаил Миндлин выступил против передачи РПЦ всего комплекса монастыря, так как в этом случае музей окажется без помещений.
20 ноября 2020 года состоялось открытие памятной доски в честь 400-летия почитаемого Русской старообрядческой церковью священномученика протопопа Аввакума. Памятная доска установлена на стене бывшей Трапезной палаты Спасо-Андроникова монастыря.

## Архитектура

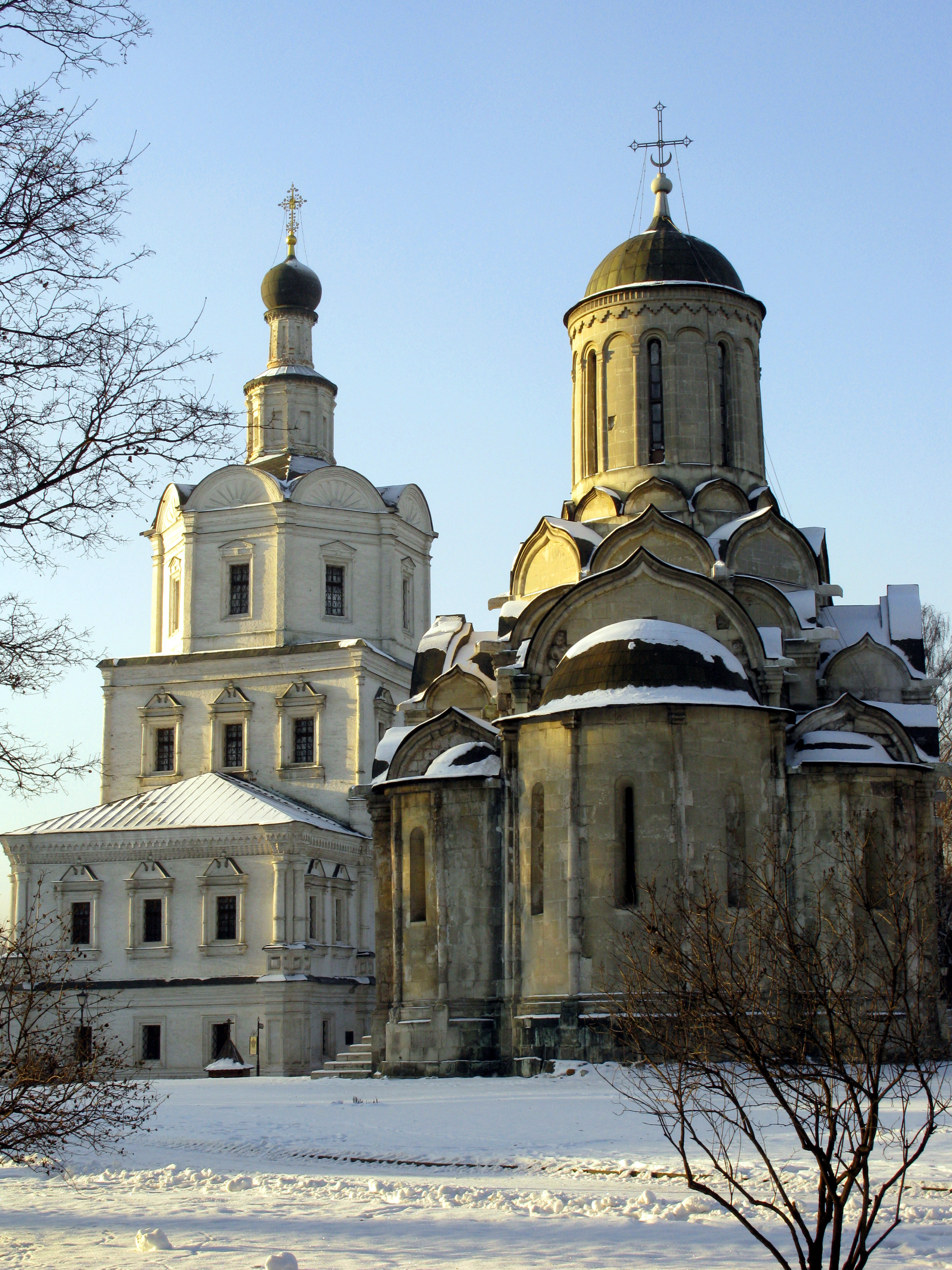
Архангельский храм и Спасский собор

В архитектурном ансамбле Андроникова монастыря сохранились:
- Спасский собор - одно из древнейших сооружений Москвы (восстановлен в формах, близких к первоначальным, в 1959—1960 годах).
- Церковь Архангела Михаила - построена в формах московского барокко (1694—1739, восстановлена в 1960)
- Трапезная (1504—1506)
- Каменные стены и башни (XVII—XVIII века)
- Настоятельские покои (1690)
- Родовая усыпальница Лопухиных
- Братский корпус (начало XVIII века)
- Здание духовного училища (1810—1814)

Прочие церкви монастыря (на 1917 год):
- Рождества Богородицы, над святыми вратами (1756) - помещение сохранилось в стенах монастыря
- Церковь Евграфа Александрийского (1874) - не сохранилась
- Церковь Симеона, сродника Господня (1796-1798)  - не сохранилась
- Часовня Серафима Саровского (сер. 19 века) - не сохранилась

К монастырю также относилась Часовня Сергия Радонежского (ул. Сергия Радонежского, 25).

## Настоятели
- архимандрит Симеон (Стремоухов-Безбородый) (1507—1509)
- архимандрит Сергий (1509—1517)
- архимандрит Феодосий (Вятка) (август 1566—1570)
- архимандрит Авраамий (1606—1612)
- архимандрит Евфимий (1627—1628)
- архимандрит Серапион (Сысоев) (1628—1634)
- архимандрит Сильвестр (1648—1653)
- архимандрит Симеон (Молюков) (14 сентября 1674—1676)
- архимандрит Никифор (1681)
- архимандрит Авраамий (Юхов) (1681—1684)
- архимандрит Авраамий (до 1687)
- архимандрит Арсений (Костюрин) (9 января 1687—1692)
- архимандрит Трифиллий (Инихов) (1692—1695)
- архимандрит Геннадий (Беляев) (1709—1714)
- архимандрит Иосиф (Савин) (1724—1725)
- архимандрит Герман (Барутович) (1736—1743)
- архимандрит Сильвестр (Страгородский) (22 февраля 1788 — 19 октября 1802)
- архимандрит Авраам (Шумилин) (20 декабря 1817—1818)
- архимандрит Гермоген (Сперанский) (19 августа 1818 — 19 июня 1845)
- архимандрит Гавриил (15 сентября 1845 — 13 августа 1848);
- архимандрит Иннокентий (Орлов) (9 июня 1863 — 9 февраля 1870);
- архимандрит Сергий (Спасский) (28 октября 1880 — 30 мая 1882)
- архимандрит Григорий (Воинов) (1882 — 1 августа 1896);
- епископ Нафанаил (Соборов) (14 ноября 1896 — 29 апреля 1907)
- архимандрит Сильвестр (Братановский) (1907—1910)
- епископ Владимир (Соколовский-Автономов) (18 марта 1910—1918)